# 李雅樵
李雅樵（1929年1月23日—2017年3月15日），臺灣教育界人士、政治人物，中國國民黨籍，今臺南市下營區人。曾任臺灣省議會議員、第十、十一屆臺南縣縣長，也是最後一任國民黨籍台南地方首長。自李雅樵卸任後，國民黨再也沒贏過臺南縣縣長(市長)一職。

## 早年生平
昭和四年（1929年）1月23日，農曆為前一年12月，李雅樵出生於臺灣曾文郡下營（今臺南市下營區）。大哥李雅守在日本時代曾擔任保正。
昭和十一年（1936年），李雅樵就讀下營公學校，昭和十六年（1941年）畢業並參加臺南州立臺南第二中學校（現台南一中）考試，因眼疾落榜。昭和十八年（1943年）進入下營國民學校（現下營國民小學）高等科就讀。
二戰後，李雅樵進入臺南師範學校，1949年畢業於普通科，同年加入中國國民黨。
臺南師專畢業後，李雅樵在塭內國小、新營國小擔任教師，1953年申請保送入師範大學獲准，1957年畢業後，即被延攬擔任臺南縣政府督學。

## 政途
1960年，李雅樵以同額競選當選下營鄉長，步入政壇，為臺南縣地方政治派系「海派」要角。1963年後，連任兩屆臺灣省議員，為臺南縣的「海派」大老。1966年至1981年間則擔任自立晚報社長，與時任新聞局長的宋楚瑜私交不錯。1981年，出任臺灣省政府委員。
1977年第八屆臺南縣長選舉，李雅樵曾爭取國民黨提名。:59-60然而6月11日出現臺北市民政局長楊寶發突然登記，由於在辦理提名登記前一天，臺南縣黨部還拒絕提前讓有意參與登記者領表，而楊氏能把領表、登記加上體檢等手續在二十幾分鐘內一口氣完成。被視為受到國民黨高層支持。:61-627月18日，臺南縣黨部完成初步彙整作業，向省黨部提出的人選中以楊寶發為榜首、郭俊次居次。消息傳出後第二天上午，縣內各機關首長和政界人士，即收到李雅樵陣營發出，長達五千字的李氏推介信，推薦李氏為下屆縣長候選人。:65在國民黨基層各小組在反映資料中，其實以李雅樵和郭俊次二人所受歡迎程度較高，然而縣黨部給省黨部參考名單中卻以楊寶發為第一，外界分析是李氏派系色彩太濃；楊氏雖在地方沒有群眾基礎，但曾出任國民黨苗栗、南投兩縣黨部，以忠貞年輕黨工身分是國民黨「派系替代政策」中最常出現的人選。最終國民黨中常會於8月10日作出最終定案，由楊寶發獲得提名。:67
1978年，李雅樵獲國民黨提名參選立法委員，年底因美國與中華民國斷交而終止選舉。
1981年第九屆臺南縣長選舉，李雅樵再度爭取。1980年2月恢復選舉時，李雅樵拒絕出馬再選立委。1981年元月春節前夕，李雅樵在新營明確宣布要競選第九屆縣長，5月更以返鄉定居宣誓決心。:75李雅樵於6月2日辦理黨內登記。7月中旬省黨部完成初步統計作業，楊寶發以極微小差距領先李雅樵，排名第一。在7月28日省黨部主委宋時選對中央提名審核小組，針對提名人選提出建議報告時，將南縣與東、花、嘉、澎五縣列為現任縣長連任優先的建議名單，然而李雅樵也在同日接受媒體訪問時，表明決心競選臺南縣長到底，並已向自立晚報社提出辭呈。:81
8月5日，國民黨確定提名楊寶發後，支持李氏的陣營出現激化現象，在提名人選揭曉隔天，新營、麻豆、下營、佳里、學甲街頭出現了支持李雅樵的標語。主要內容有「楊寶發不要太高興！有好戲看啦」、「李雅樵站出來」、「認真出來就贏了，李雅樵」、「李雅樵你無種」、「李雅樵有種就出來競選縣長」...；至於標語上的署名則有「一群憤慨的縣民」、「鹽水鎮民」、「李雅樵死力軍」等...。由於這些標語有些甚至貼在國民黨民眾服務分社的電桿上，故令黨員十分重視；在逐級向縣、省黨部回報，並獲指示後才處理掉這些標語。:82最終在新任縣黨部主委張麗堂的拜會下，李雅樵接受轉任省府委員的安排，不出馬挑戰楊寶發。:85

## 臺南縣長
1985年，李雅樵終獲國民黨報備身分，參選臺南縣長選舉，擊敗同為國民黨籍的「山派」政治人物胡雅雄以及黨外的陳水扁、蔡四結。
1989年第十一任南縣長選舉，李雅樵又以7000多票擊敗民主進步黨籍候選人李宗藩，當選連任；惟當屆爆發作票爭議，民進黨支持者包圍台南縣政府並阻斷中山高速公路交通，法院驗票後仍宣布李雅樵當選。據民進黨時任縣黨部主委張田黨回憶，1989年縣長選舉結果顯示國、民兩陣營在臺南縣相差無幾的抗衡情形；加上國民黨籍的縣長在後期執政民怨日增，不斷發生抗爭事件，選舉只要操作得當，翻盤有望。:161
李雅樵縣長任內產生諸多爭議，如七股工業區的開發延宕多年外，位於新營市的縣立運動公園工程進度一再延宕，迫使預定1993年9月舉行的全縣運動會延期。部分工程更尚未完成驗收即出現被破壞或是漏水、積水現象，品質受到質疑。當《天下雜誌》的民意調查顯示縣民質疑縣府官員、民意代表炒地皮比例偏高後，李雅樵自己在縣議會坦誠她的女兒和司機的確在七股工業區合資購買土地外，李氏向監察院所申報的財產資料一直未見公布。也成為遭攻擊的把柄。:308-310最後於1993年縣長選舉中，使國民黨失去執政權。

## 其他
- 由於李雅樵在1981年縣長選舉曾出現決心競選臺南縣長到底的言論，在國民黨提名楊寶發後又接受轉任省府委員的安排。同年投入屏東縣長選舉的邱連輝則在受當時省主席林洋港以省府委員的位置相誘，被視為循李雅樵模式。遭邱連輝以「乞食也要走大路」予以拒絕後，被《八十年代》雜誌評為「將使國民黨的李雅樵汗顏不已的話」。[4]
- 李雅樵的施政影響到對國民黨派系的評價，並且與劉博文相提並論。如1993年臺南縣縣長選舉中，國民黨提名同是出身教育界的黃秀孟。即遭到退黨參選的黃丁全在文宣上攻擊「自劉博文起，凡是教育界出身的國民黨籍候選人都是一團糟...」。[5][1]:281，並呼籲鄉親「莫再寄望國民黨的黃秀孟，因為國民黨等於李雅樵等於黃秀孟」，並列舉李雅樵「引誘民眾炒地皮、體育公園品質低落、收受人事紅包、七股工業區延宕多年...」等十大罪狀。。[5][6][1]:281-282

## 家族
- 李雅樵之女李錚玲曾加入親民黨，參加2004年立委選舉，最後落敗。